# Karl Sesta
Karl Sesta (Simmering, 1906. március 16. - Hainburg an der Donau 1974. július 12. osztrák válogatott labdarúgó.
"Schasti" Sesta a híres osztrák válogatott, a "csodálatos tizenegy" védője volt. A csapatot majdnem két év veretlenség után csak az angolok győzték le, 4-3-ra a Wembley stadionban 1932-ben. A legenda szerint az Austria Wien játékosának a mérkőzés után királyi fogadáson az angol uralkodó azt mondta: "Ön szép foglalkozást űz." Mire Sesta így válaszolt: "Hát, maga sem panaszkodhat." 1934-ben az osztrák csapattal kijutott az olasz vb-re, ahol a harmadik helyért vívott küzdelemben alul maradtak a németek ellen. A sors fintora, hogy pár évvel később, Ausztria Németországhoz való csatolása után egykori ellenfelei színében játszott három válogatott mérkőzést. 1938-ban hét hétre eltiltották, mivel kiütötte Drehert, a Hertha csatárát. Pályafutása után a Hammerbrot-lerakatot vezette. Sesta 1974-ben hunyt el.